# Néositte papoue
Daphoenositta papuensis
Espèce
Synonymes
- Neositta papuensis (Schlegel, 1871)

Statut de conservation UICN

 LC  : Préoccupation mineure
La Néositte papoue (Daphoenositta papuensis) est une espèce d'oiseaux de la famille des Neosittidae.

## Répartition
Cet oiseau est endémique des régions élevées de Nouvelle-Guinée.

## Liste des sous-espèces
Selon la classification de référence du Congrès ornithologique international (version 9.2, 2019) :
- Daphoenositta papuensis papuensis (Schlegel, 1871)
- Daphoenositta papuensis toxopeusi (Rand, 1940)
- Daphoenositta papuensis alba (Rand, 1940)
- Daphoenositta papuensis albifrons (E.P. Ramsay, 1883)